# (1078) Mentha
(1078) Mentha est un astéroïde de la ceinture principale découvert le 7 décembre 1926 par l'astronome allemand Karl Reinmuth à l'Observatoire du Königstuhl près de Heidelberg. Sa désignation provisoire était 1926 XB. Il tire son nom du genre de plantes aromatiques Menthe.
En 1958, l'astronome français André Patry s'aperçut à l'observatoire de Nice, que (1078) Mentha était en réalité le même astéroïde qu'un corps nommé (864) Aase, initialement découvert par Max Wolf le 13 février 1917. En 1974, on décida de laisser le nom (1078) Mentha à l'astéroïde et d'attribuer l'appellation (864) Aase à un objet provisoirement nommé 1921 KE. 